# 有机铀化合物

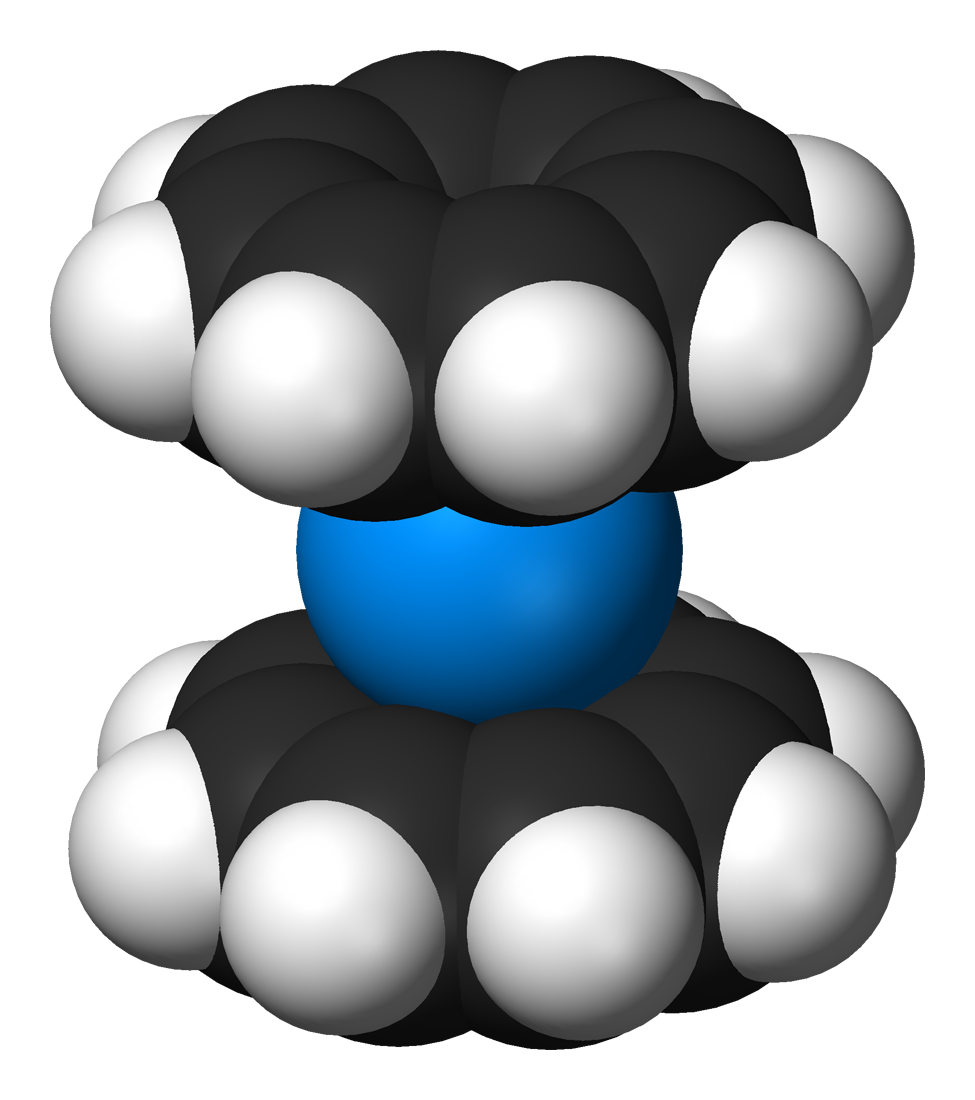
双环辛四烯合铀，一种有机铀化合物

有机铀化合物 是一类有机金属化合物，包含碳-铀键，而有机铀化学则是研究有机铀化合物的学科。  研究有机铀化合物对核工业具有重要意义，并且在有机金属化学中具有理论意义。

## 制备
有机铀化合物一般可以通过无水卤化铀和其它有机金属化合物的复分解反应制得：
UCl4 + 4 KC5H5 → U(C5H5)4 + 4 KCl
UCl4 + 2 TlC5H5 → (C5H5)2UCl2 + 2 TlCl
由于简单烷基铀的稳定性很差，因此四氯化铀和烷基锂反应，只能分离出[UR6]2−（R=CH3等）。